# Augusto Corrêa (kommun)
Augusto Corrêa är en kommun i Brasilien.   Den ligger i delstaten Pará, i den nordöstra delen av landet, 1 700 km norr om huvudstaden Brasília. Antalet invånare är 40 499.
Följande samhällen finns i Augusto Corrêa:
- Augusto Corrêa

Trakten runt Augusto Corrêa består huvudsakligen av våtmarker. Runt Augusto Corrêa är det ganska glesbefolkat, med 26 invånare per kvadratkilometer.